# 上保原駅
上保原駅（かみほばらえき）は、福島県伊達市保原町上保原にある阿武隈急行線の駅である。キャッチフレーズは、「疎水光る桃源郷」。

## 歴史
- 1988年（昭和63年）7月1日：開業[1][2]。

## 駅構造

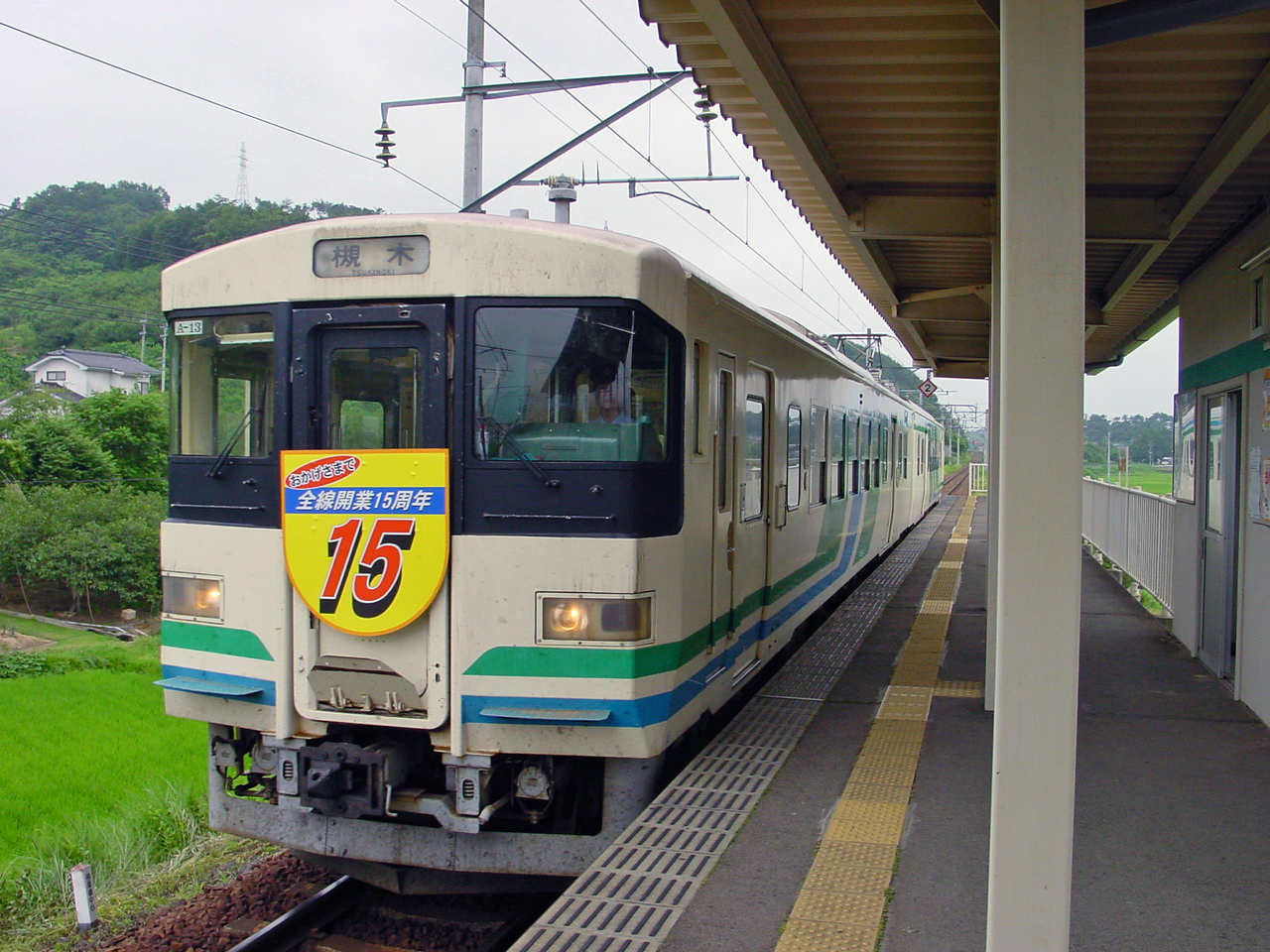
ホーム（2003年7月）

単式ホーム1面1線を有する地上駅である。

## 利用状況
- 阿武隈急行 - 2016年度の1日平均乗車人員は、222人である[3]。
- 近年の乗車人員は以下の通りである（いずれも1日平均）。

| 乗車人員推移 | 乗車人員推移     |
| 年度         | 一日平均乗車人員 |
| ------------ | ---------------- |
| 2000         | 263              |
| 2001         | 258              |
| 2002         | 249              |
| 2003         | 252              |
| 2004         | 263              |
| 2005         | 268              |
| 2006         | 268              |
| 2007         | 265              |
| 2008         | 268              |
| 2009         | 260              |
| 2010         | 252              |
| 2011         | 199              |
| 2012         | 227              |
| 2013         | 230              |
| 2014         | 238              |
| 2015         | 227              |
| 2016         | 222              |

## 駅周辺
周囲には田園風景が広がる。
- 福島県道4号福島保原線
- JAふくしま未来上保原支店
- 福島交通「上保原」停留所
- ダイユーエイト 保原店
- スーパーセンタートライアル伊達保原店

## 隣の駅
阿武隈急行
■阿武隈急行線
高子駅 - 上保原駅 - 保原駅